# Hiếu Ý Vương hậu
Hiếu Ý vương hậu (chữ Hán: 孝懿王后, Hangul: 효의왕후, 5 tháng 1 năm 1754 - 10 tháng 4 năm 1821) là Vương hậu duy nhất của Triều Tiên Chính Tổ trong lịch sử Triều Tiên.
Bà không sinh cho Chính Tổ người con nào, nhưng đã nhận nuôi dưỡng con của các hậu cung tần ngự như con đẻ. Con trai của Tuy tần Phác thị là Lý Công được bà nuôi dưỡng hết mực, về sau trở thành vị quốc vương kế nhiệm, chính là Triều Tiên Thuần Tổ.

## Tiểu sử
Hiếu Ý vương hậu được sinh ra vào ngày 5 tháng 1 tại phường Gia Hội (嘉會坊), năm 1754. Bà xuất thân từ Thanh Phong Kim thị (清風金氏), bà và cao tổ mẫu của Chính Tổ đại vương, Minh Thánh Vương hậu đều xuất thân từ gia tộc này. Cha bà là Thanh Nguyên phủ viện quân Kim Thời Mặc (清原府院君金時默金时默), mẹ là Đường Thành phủ phu nhân họ Hồng ở Nam Dương (唐城府夫人南陽洪氏).
Năm 1762, năm thứ 36 triều đại của Triều Tiên Anh Tổ, Kim thị thành hôn với Vương tôn Lý Toán, tức Triều Tiên Chính Tổ. Sau khi chồng được làm Vương Thế tôn, bà được gọi Vương Thế tôn tần. Năm 1776, Chính Tổ đại vương kế vị, Kim thị trở thành Vương phi, danh xưng khi còn sống của các Vương hậu Nhà Triều Tiên.
Bà là người vô cùng nhân hậu và rộng lượng, rất được mọi người trong vương cung nể trọng, được gọi là "Hiền phi" (賢妃). Vương phi không sinh được người con nào cho Chính Tổ, nhưng bà nhận nuôi con trai của hai vợ lẽ của chồng, Nghi tần Thành thị và Tuy tần Phác thị làm con mình. Con trai của Nghi tần chết trẻ, còn con trai của Tuy tần là Lý Công (李玜) còn sống. Do thương mến Vương phi không con, Chính Tổ đưa Lý Công thành con chính thức của Vương phi, và gọi là "Nguyên tử" (元子).
Năm 1800, Chính Tổ đại vương thăng hà, Nguyên tử trở thành người kế vị, tức Triều Tiên Thuần Tổ. Theo thể chế, nhà vua tôn Vương phi làm Vương đại phi (王大妃), còn mẹ đẻ là Tuy tần Phác thị được tôn phong hiệu là Gia Thuận Cung (嘉順宮); để tỏ rõ đích thứ khác biệt trong quy chế xưa.
Năm 1821, ngày 10 tháng 4, 21 năm sau khi chồng bà qua đời, Vương đại phi Kim thị quy tiên Từ Khánh điện (慈慶殿), Xương Khánh cung, hưởng thọ 69 tuổi. Thụy hiệu của bà đầy đủ là Duệ Kính Từ Túy Hiếu Ý Vương Hậu (睿敬慈粹孝懿王后; 예경자수효의왕후). An táng ở Kiện lăng (健陵) ở Thủy Nguyên, cùng với Chính Tổ đại vương.
Thời Đại Hàn Đế quốc, bà được Triều Tiên Cao Tông tặng hiệu là Trang Huy Duệ Kính Từ Túy Hiếu Ý Tuyên hoàng hậu (莊徽睿敬慈粹孝懿宣皇后).

## Trong văn hoá đại chúng
Được diễn bởi Park Eun-hye trong phim truyền hình Lee San, Triều đại Chosun (MBC 2007).

## Gia tộc
- Tằng tổ phụ: Kim Thánh Tập (金聖集), tặng Lãnh nghị chính, thụy Hiếu Tĩnh công (孝靖公).
- Tằng tổ mẫu: Hoàn Sơn Lý thị (完山李氏), con gái Lâm Nguyên quân Lý Tiêu (李杓).
  - Tổ phụ: Kim Thánh Ứng (金聖應; 1699 - 1764), Binh tộ Phán thư, tặng Tả tán thành, thụy Hiếu Tĩnh công.
  - Tổ mẫu: Nam Dương Hồng thị (南陽洪氏), con gái của Hồng Vũ Ninh (洪禹寧; 1660 - 1717).
    - Thân phụ: Kim Thì Mặc (金時默; 1722 - 1772), Tả Tham tán, tặng Lãnh nghị chính, tước Thanh Nguyên phủ viện quân (淸原府院君), thụy Tĩnh Dực công (靖翼公).

  - Tiền ngoại tổ: Nam Trực Khoan (南直寬; 1692 - 1761), Thông Đức lang.
  - Tiền ngoại mẫu: Hàm Dương Lữ thị (咸陽呂氏), con gái của Hộ tào Tham phán, Đôn Ninh phủ tri sự Lữ Tất Dung (呂必容).
    - Tiền đích mẫu: Nghi Ninh Nam thị (宜寧南氏; 1721 - 1746), tặng Nghi Xuân Phủ phu nhân (宜春府夫人).
      - Anh cả: Công tào Tham nghị Kim Cơ Đại (金基大; 1738 - 1777).

  - Thân ngoại tổ: Hồng Thượng Ngạn (洪尙彦; 1701 - 1763), Thành Xuyên trấn Quản binh mã Tiết chế đô úy.
  - Thân ngoại mẫu: Nghĩa Thành Kim thị (義城金氏), con gái Kim Tái Trọng (金載重).
    - Thân mẫu: Nam Dương Hồng thị (南陽洪氏; ? - 1791), tước Đường Thành Phủ phu nhân (唐城府夫人).
      - Anh trai: Kim Cơ Trủng (金基種).